# قره‌حسن
قره حسن، روستایی از توابع بخش مرکزی شهرستان کرمانشاه در استان کرمانشاه ایران و در نزدیکی ۲۰ کیلومتری شهر کامیاران و سنندج می باشد.

## جمعیت
این روستا در دهستان پشت دربند قرار دارد و براساس سرشماری مرکز آمار ایران در سال ۱۳۸۵، جمعیت آن ۳۲۶ نفر (۷۲خانوار) بوده‌است و در سال ۱۳۹۵ بیش از (۱۵۰ خانوار) می باشد.